# Pleurodeles
Pleurodeles är ett släkte av groddjur som ingår i familjen salamandrar.
Dessa salamandrar förekommer i Portugal, Spanien, Marocko, Algeriet och Tunisien.
Arter enligt Catalogue of Life:
- Pleurodeles nebulosus
- Pleurodeles poireti
- Pleurodeles waltl